# Reichsflotte
Reichsflotte (Німецька: [ˈʁaɪçsˌflɔtə], Імперський флот) — перші військово-морські сили всієї Німеччини, заснований за часів революційної Німецької імперії для боротьби на морі у Дансько-прусській війні проти Данії. Рішення  було прийнято 14 червня 1848 Франкфуртськими національними зборами. Зараз ця дата святкується як дата створення німецьких ВМС.
У грудні 1849 імперський уряд було замінено федеральним комітетом. У 1851 Німецький Союз було повністю відновлено. Німецькі держави, такі як Пруссія, Гановер та Австрія сварилися щодо кораблів та витрат на підтримку флоту. У 1852 Союз ухвалив рішення розпустити флот і продати кораблі.

## Історія
Німецький союз, створений у 1815, не мав потреби у Військово-морських силах, оскільки він міг покладатися на трьох членів, які командували великими флотами: великий герцог Люксембурзький (король Нідерландів) командувач Королівських ВМС Нідерландів, герцог Гольштейну командувач Данським флотом і останній, але не менш важливий, король Гановеру командувач британськими Королівськими ВМС. Це змінилося наприкінці 1830-х, тому що королі Нідерландів та Великої Британії перестали бути членами Німецького Союзу, крім того на початку 1848 Данія також виступила проти Німеччини у Дансько-прусській війні. Незабаром, ВМС Данії перервали всю німецьку торгівлю у Північному та Балтійському морях.
Цей новостворений тимчасовий уряд очолив ерцгерцог Іоганн Австрійський регентом (Reichsverweser), тобто він був тимчасовим головою держави, і призначив міністром іноземних справ та військово-морським міністром Августа фон Іохмуса.
Перші збори відбулися у Франкфурті 18 травня 1848 і 12 червня 1848 з'їзд Німецького Союзу передали бюджет національним зборам. Через два дні, національні збори вирішили витратити шість мільйонів рейхсталерів на флот під командуванням Адальберта Прусського. Коли він пішов у відставку за наказом короля Пруссії його місце зайняв контр-адмірал Карл Рудольф Броммі.

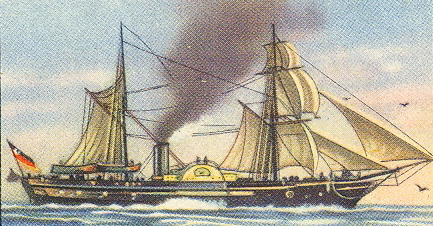
SMS Barbarossa у 1849.

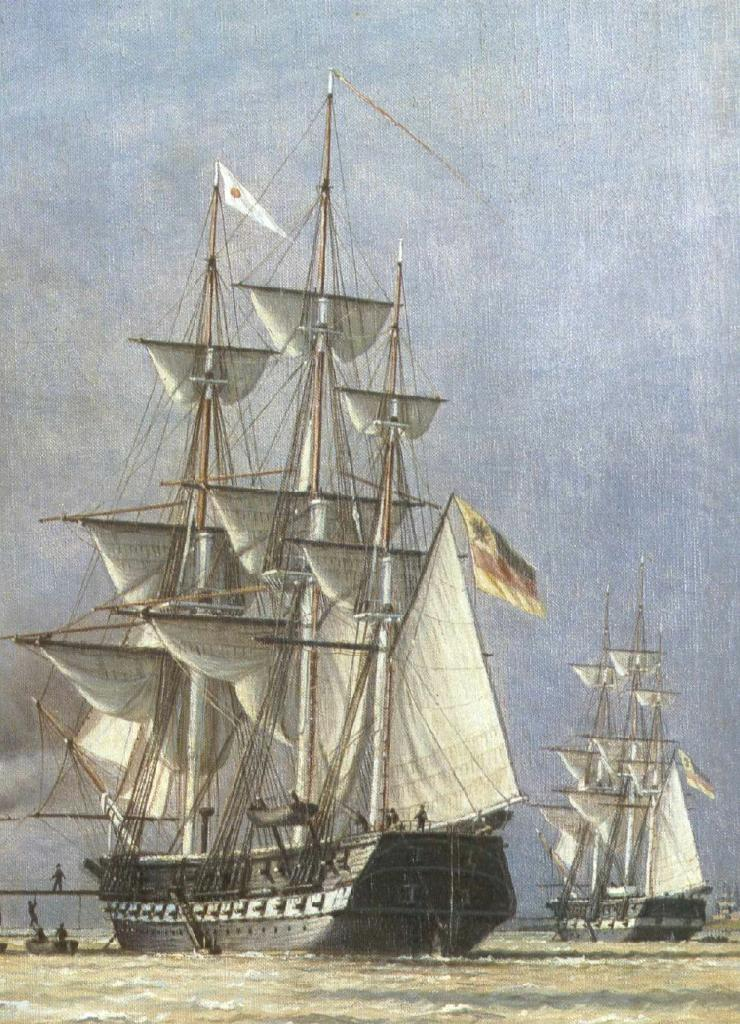
SMS Eckernförde (ліворуч) та SMS Deutschland (праворуч) у 1849.

У битві при Гельголанді 4 червня 1849, флот, під командуванням Броммі, побував в єдиній морській битві, крім того це був перший і єдиний морський бій під чорно-червоно-золотим прапором Німеччини. Битва за участю всього п'яти кораблів була безрезультатною, без втрат з обох сторін, але після цього була відновлена данська блокада.
До 1852 до складу флоту входили
- Два вітрильних фрегати:
  - SMS Deutschland
  - SMS Eckernförde (захоплений данський корабель SMS Gefion)
- Три парових фрегати:
  - SMS Barbarossa (колишній RMS Britannia)
  - SMS Erzherzog Johann
  - SMS Hansa
- Один вітрильний корвет:
  - Franklin (переданий Гамбургом, не прийнятий)
- Шість парових корветів:
  - SMS Der Königliche Ernst August
  - SMS Großherzog von Oldenburg
  - SMS Frankfurt (1848)
  - SMS Bremen
  - SMS Hamburg
  - SMS Lübeck
- 27 канонерок

Кораблі були власністю відновленого Німецького Союзу через Bundeszentralkommission (Федеральна центральна комісія) у 1849-1851 яка виконувала завдання колишньої центральної держави імперського регента. Виникло питання про те, чи був флот «органічною установою» Конфедерації або просто майном. Більшість Бундестагу стверджували, що це лише власність, тому рішення було одностайним.
2 квітня 1852 Reichsflotte було розформовано. Більшість кораблів було продано, два парових фрегати були передані Прусський флот, який пізніше став Північнонімецьким федеральним флотом (1867-1871), а потім став Імператорськими ВМС (нім. Kaiserliche Marine, 1872-1918).

## Назви
Флот мав кілька назв. Резолюція від 14 червня 1848  зазначала просту назву "Deutsche Marine", у той час як морський міністр Арнольд Даквіц у 1849 повідомляв про "Deutsche Kriegsmarine", а потім коли Карл Рудольф Броммі став його першим адміралом, назва стала "Reichsmarine", її також застосовували до ВМС. Щоб уникнути плутанини історики зупинилися на назві Reichsflotte.
Також використовували термін Bundesflotte (нім. федеральний флот), але це вводить в оману, тому що у перші роки цю назву не використовували у Німецькій конфедерації. Назва Bundesflotte також відносилася до військово-морських проектів Австро-Пруссії у 1865. З 1956 року сучасні німецькі ВМС отримали назву Bundesmarine, але тепер мають назву Deutsche Marine.
"Verfassung des Deutschen Reichs" [Архівовано 4 липня 2019 у Wayback Machine.], стаття III § 19, твердить:
[1] Військово-морські сили належать лише Рейху. Для будь-якої окремої держави не дозволяється мати власні військові кораблі або наймати приватирів.
[2] Команди військово-морських суден є частиною нових німецьких сил оборони (використовували термін "Wehrmacht"). Вони були незалежними від сухопутних сил.
[3] Розміри екіпажів, які надавала кожна держава, обраховувалася в залежності від розмірів їхніх сухопутних сил. Деталі з цього питання, а також збалансування витрат між урядом Рейху та окремими державами, будуть визначатися законом.
[4] Призначення офіцерів і посадових осіб ВМС здійснюється Рейхом.
[5] Догляд за оснащенням, підготовкою та підтримкою військового флоту, створення, оснащення та обслуговування військових портів та арсеналів підпадає під юрисдикцію Рейху.
[6] Питання, пов'язані з асигнуваннями, необхідними для створення військових гаваней і військово-морських об'єктів, а також на обов'язки відповідних служб Рейху, будуть визначатися законами Рейху.